# 4-Aminopyridine
La 4-aminopyridine (dalfampridine ou fampridine) est un composé organique aromatique dérivé de la pyridine de formule chimique H2NC5H4N. C'est l'isomère para de l'aminopyridine. Elle est principalement utilisée comme outil de recherche, afin de caractériser les sous-types de canal potassique. Elle a aussi été utilisée pour traiter certains symptômes de la sclérose en plaques, mais n'a prouvé son efficacité que pour une amélioration symptomatique de la marche, où elle a été le plus étudiée . Elle est commercialisée en Europe et au Canada sous le nom de Fampyra.

## Propriétés physico-chimiques
La 4-aminopyridine se présente sous la forme de cristaux beiges à l'odeur désagréable, solubles dans l'eau. Elle a tendance à se décomposer lorsqu'elle est chauffée ; elle se décompose notamment en oxydes d'azote et en monoxyde et dioxyde de carbone.